# RadiOS
RadiOS es un sistema operativo basado en un micronúcleo libre. Comparte muchas ideas y técnicas de implementación con VSTa y QNX
El micronúcleo de RadiOS (RMK) tiene un conjunto de llamadas al sistema compatible con QNX Neutrino 6.1. El Administrador de Tareas (Task Manager, equivalente al administrador de procesos en QNX) tiene también el formato de los mensajes compatibles. Por último, RadiOS C y las librerías se basan también en el código de libc QNX 6.1.
La mayoría del código de RadiOS (unas 45000 líneas actualmente) está escrito en lenguaje ensamblador. La única parte en Lenguaje C es el módulo enlazador en tiempo de arranque (boot-time module linker o BTL), que será reescrito en otro Lenguaje una vez finalice el desarrollo del compilador.
Actualmente RadiOS es el único proyecto de código abierto que busca compatibilidad binaria con QNX Neutrino.